# Трёхсвятское (Московская область)
Трёхсвятское — село в сельском поселении Большерогачёвское Дмитровского района Московской области России. Административный центр Трёхсвятского сельсовета до 1958 года.
Население — 39 чел. (2010). В селе расположена Казанская церковь.

## Расположение
Находится на границе Дмитровского района на северо-западе Московской области примерно в 80 км от МКАД по Рогачевскому шоссе.
Расположено на берегу реки Сестра, притока Дубны. Село соединено автобусным сообщением с городом Дмитров и деревней Нижнево.
Рядом расположены населённые пункты: Чернеево, Соколовский Починок, Усть-Пристань, Ольсово, Борки, Победа, Рогачёво, Строитель-3, Андрианково (Воронинское поселение), Атеевка.

## История
Когда-то это село называлось Барское и, как гласит легенда, местные крестьяне нашли в реке Сестре чудесную икону трēх святителей и передали её в местную церковь, названную позже их именем. В честь этого знаменательного события село, а также по названию церкви его назвали селом трēх святителей — Трёхсвятское.
1624 год: «А на Богданове две трети в селе церковь трёх Святителей Василия Великого, Григория Богослова и Иоанна Златоустого, деревяна, вверх, стоит без пения».
На 1624 год 2/3 села числится за Богданом Матвеевым, 1/3 за его братом Иваном Ловчиновым. В селе деревянная церковь трёх Святителей: Василия Великого, Григория Богослова и Иоанна Златоустого. На 1646 год — 1/3 села уже за Иваном Колтовским, остальное за Иваном Богдановым.
Село Трēхсвятское растянулось почти на километр, и было застроено строго с востока на запад. В начале XX века здесь было около 100 домов, построена начальная школа. Село славилось своими ремёслами. Здесь была построена сапожная мастерская. Сельские ремесленники на всю волость славились своим мастерством валять тёплые валенки. Кроме того, процветало щеточное ремесло. Из конского волоса и поросячьей щетины крестьяне изготавливали обувные и одежные щётки. Позже этот промысел переместился в более крупное село Рогачёво, где и сегодня не забыт.
В XIX веке оно относилось к Борщевской волости Клинского уезда и находилось там до 1929 года.
Во время боёв Великой Отечественной войны в Трёхсвятском погибло много бойцов Сибирской дивизии, мобилизованной для поддержки контрнаступления советских войск под Москвой. Немецкая оккупация села длилась всего несколько дней, но при его освобождении погибло около 450 человек, похороненных в братской могиле.

## Достопримечательности
В селе имеется церковь Казанской иконы Божией Матери (Трёхсвятское), построенная в 1910 году.
В 2008 году храм был возвращён верующим в тяжёлом состоянии, в настоящее время — ремонтируется.

## Население
| 2002 | 2006 | 2010 |
| ---- | ---- | ---- |
| 29   | ↘24  | ↗39  |